# 高信譚

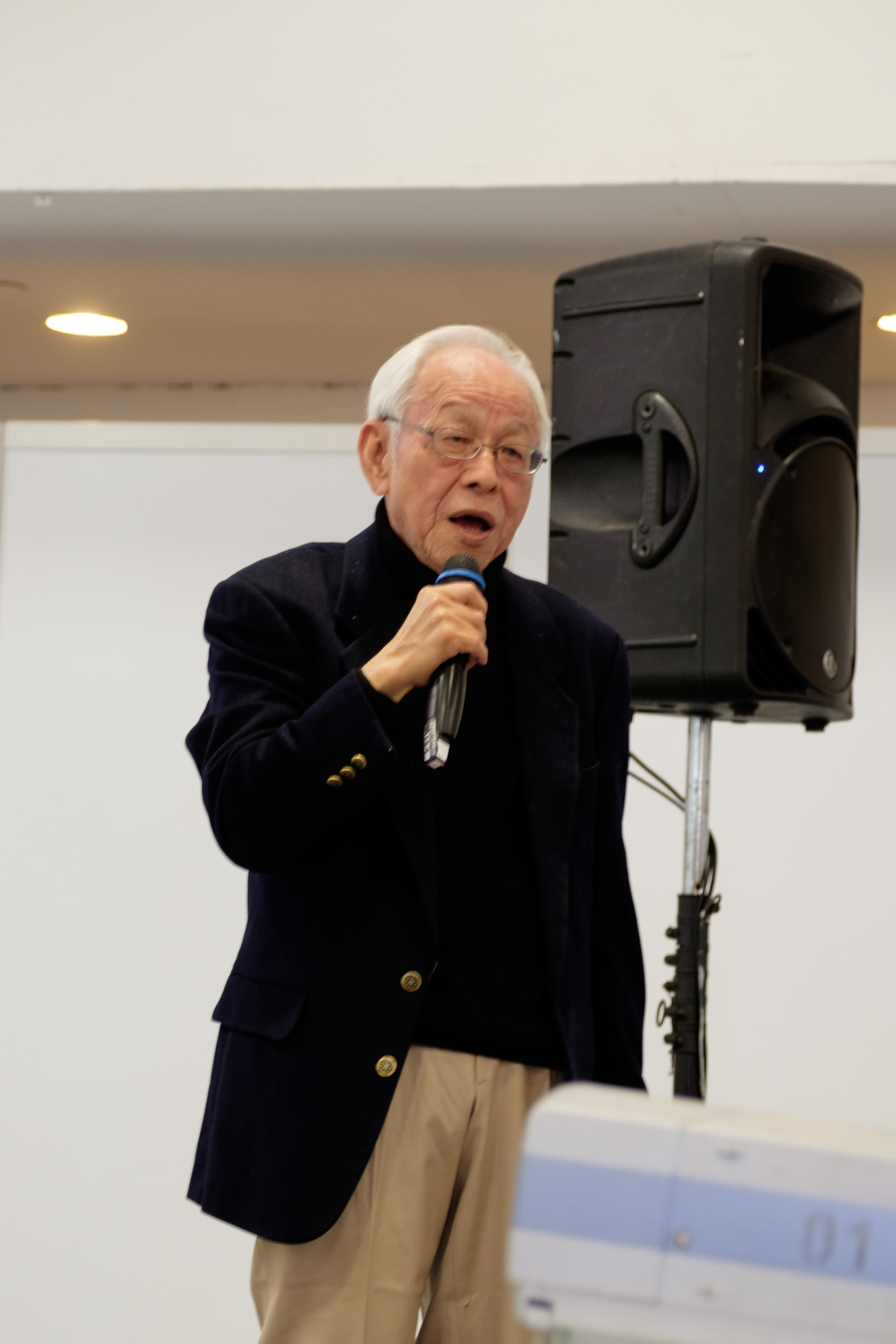
高信譚出席2016臺北國際書展

高信譚（1939年—），河南武安（今屬河北）人，中華民國新聞節目主持人與作家。

## 生平
高信譚在家中排行第二，長於么弟高信疆五歲。父親擔任中華民國首任西北移民處處長時殉職，留下五個子女。母親為救濟醫院院長。1949年，一些中華民國空軍軍人聯名上書向成都空軍戍守司令徐煥昇陳情，讓高家搭乘最後一班軍機離開成都。高家來台灣後住桃園縣僑愛新村。
1958年高信譚自台中二中畢業，考取公費留學資格，土耳其伊斯坦堡大學新聞系畢業。1982年高信譚參演華視八點檔連續劇《守著陽光守著你》。
高信譚曾任中華民國駐土耳其大使館秘書，回台後曾任中國文化大學副教授。曾主持光啟文教視聽節目服務社製作之社教節目《浩劫三十年》，曾與趙家蓉一同主持華視旅遊節目，曾與傅薇一同主持華視社教節目《婚姻婚姻》。與陳月卿主持《華視新聞雜誌》時，獲得第19屆金鐘獎、第20屆金鐘獎電視金鐘獎新聞節目主持人獎。

## 著作
- 高信譚. . 遠景出版事業公司. 1984.
- 高信譚. . 遠景出版事業公司. 1987.
- 高信譚. . 成達文化. 2001. ISBN 978-957-30028-0-2.
- 高信譚. . 成達文化. 2002. ISBN 978-957-30028-2-6.

## 腳注
1. 1 2  楊放. . 台灣: 允晨文化. 1996-04-01. ISBN 9579449244 （中文（臺灣））.
2. ↑  . 台灣: 大塊文化. 2009-08-07. ISBN 9789862131374 （中文（臺灣））.
3. 1 2  . 國立臺中第二高級中學.   [2015-01-12]. （原始内容存档于2019-09-07） （中文（臺灣））.
4. ↑  李幼軍. . 《時報周刊》. 2014-09-01  [2014-12-04]. （原始内容存档于2014-12-06） （中文（臺灣））. |issue=被忽略 (帮助)
5. ↑  . 華視.   [2015-01-12]. （原始内容存档于2020-12-27） （中文（臺灣））.

## 外部連結
- 高信譚的Facebook專頁